# Мишић сфинктер зенице
Мишић сфинктер зенице (лат. musculus sphincter pupillae) је глатки парни мишић главе, који је локализован унутар очне јабучице у склопу дужице ока. Широк је свега 1 mm и налази се непосредно око зеничне ивице.
Инервисан је парасимпатичким влакнима окуломоторног живца, која у њега доспевају из цилијарног ганглиона. Његовим дејством настаје сужавање зенице (миоза), што се догађа при јакој светлости јер на тај начин мишић ограничава количину светлости која улази у око и доспева на мрежњачу. Иначе, његов антагниста је дилататор зенице који се такође налази у дужици.